# Outside the Wall
«Outside the Wall», (de l'anglès, "Fora del Mur"), també pensada en un principi com «Bleeding Hearts» ("Cors Sagnants") i «The Buskers» ("Els Músics de Carrer") és una cançó de la banda anglesa de rock progressiu Pink Floyd. Va ser publicada al seu onzè àlbum, The Wall del 1979, sent la setena cançó de la cara B del segon disc del mateix. Va ser escrita per Roger Waters i compta amb una duració de 1 minut i 41 segons. Apareix a la pel·lícula Pink Floyd: The Wall, basada en el mateix àlbum.

## Composició
La cançó és una de les més tranquil·les i curtes de l'àlbum. Consisteix bàsicament en una instrumentació amb un clarinet i la recitació de la lletra per part de Roger Waters. A la versió demo original, en comptes d'un clarinet, va ser utilitzada una harmònica.

## Trama
A diferència de les altres cançons de l'àlbum, aquesta cançó en particular ofereix poc a la trama que inclou a Pink. Es dona a entendre que el mur ("the wall") ha estat destruït (com a resultat de les seves accions en «The Trial»), i es discuteix que a moltes persones els ocorren barreres socials, i que això és repetitiu a la naturalesa; i que mentre una persona es reintegra en la societat, una altra es va.
Una interpretació tradicional de la cançó és que si un no destrueix la seva pròpia paret metafòrica, els que tracten d'entrar es rendeixen i et deixen vivint una vida solitària (que és el que li passa al personatge principal, Pink, durant el transcurs de l'àlbum).
Roger Waters s'ha negat explícitament a donar alguna explicació sobre el significat del tema quan algú li ha preguntat.

## Personal
- Roger Waters: Veus
- Frank Marrocco: Concertina
- Larry Williams: Clarinet
- Trevor Veitch: Mandolina
- Children's Choir from New York: Cors